# Festung Poltawa

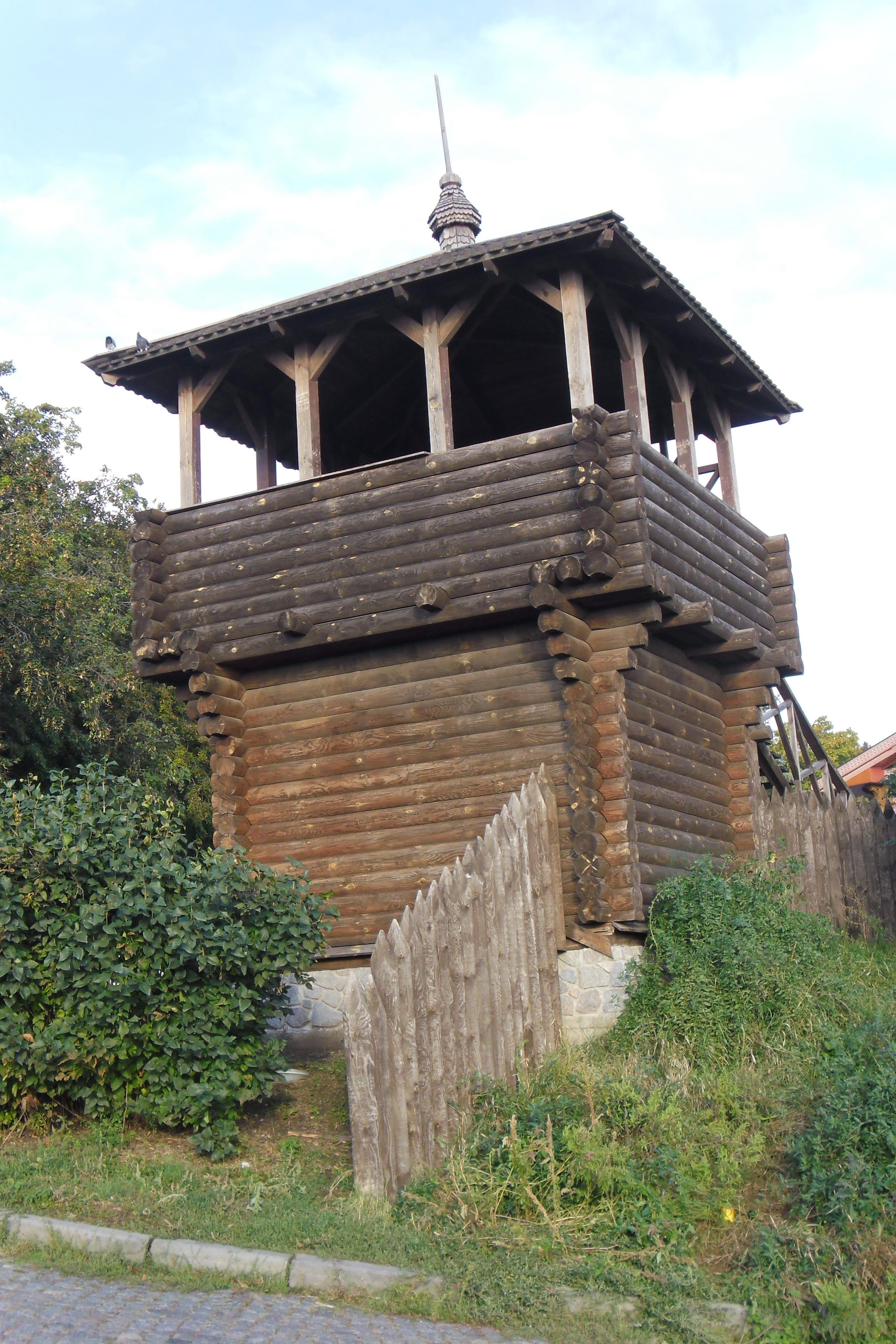
Nachgebauter Wehrturm der Festung Poltawa

Die Festung Poltawa (ukrainisch Полтавська фортеця/Poltawska fortezja) war eine kosakische Befestigungsanlage aus Holz in Poltawa im 17. Jahrhundert, zum damaligen Zeitpunkt bereits Teil des Russischen Zarentums. Erbaut wurde sie ab 1608. Die letzten Reste der Ruine wurden 1817 abgetragen.
1709 geriet die Festung im Großen Nordischen Krieg in den Brennpunkt, als sie im Vorfeld der Schlacht bei Poltawa von einem schwedischen Heer belagert wurde.

## Geschichte

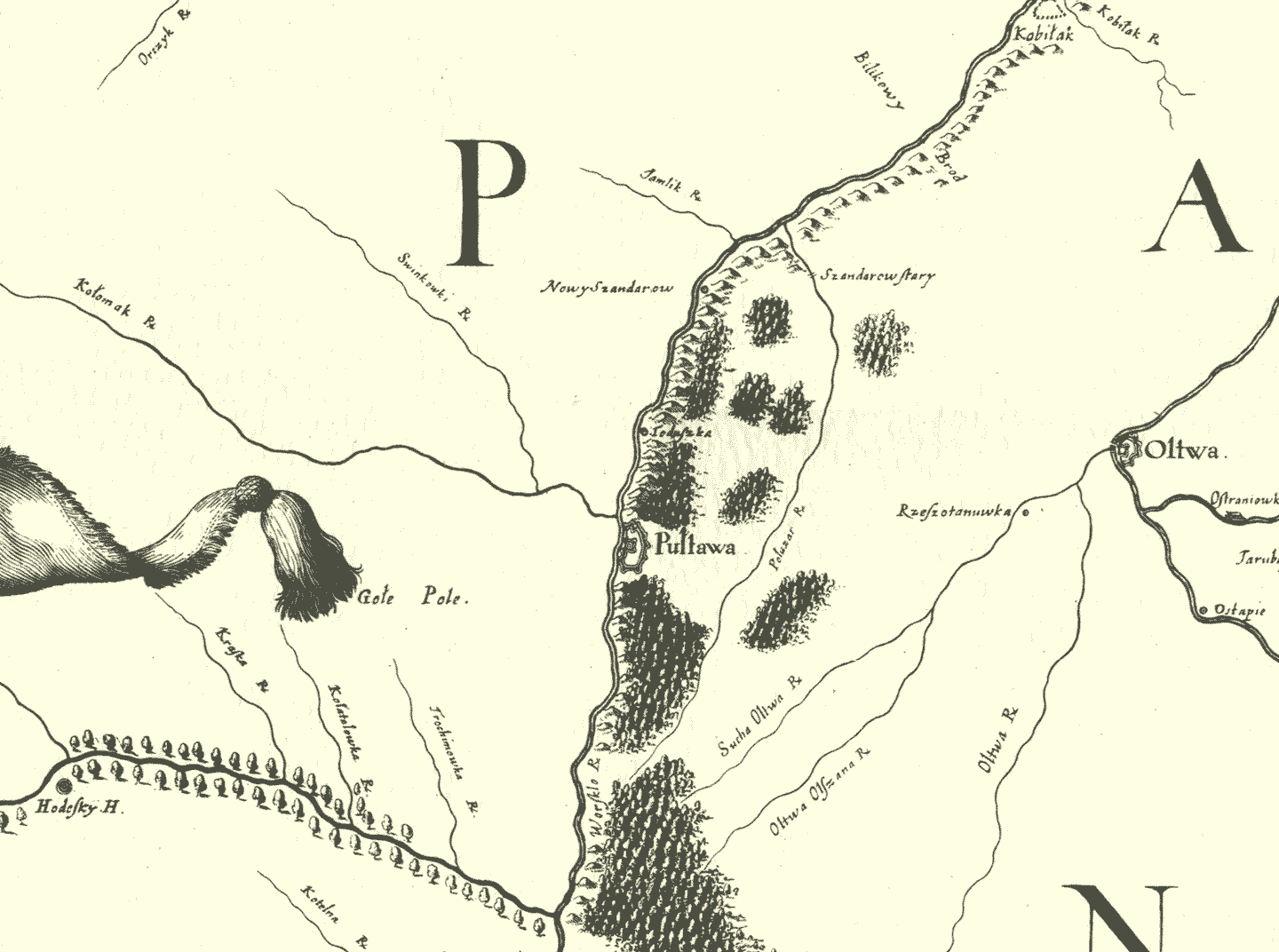
Kartierung von 1650 von de Beauplan

Poltawa war damals einer der wichtigsten Siedlungen entlang der Worskla und Handelszentrum der Kosaken.
1608 ließ der polnische Hetman Stanisław Żółkiewski die Festung errichten. 1640 folgte eine erste Erweiterung der Festung durch Hetman Stanislaw Koniecpolski.
Die Festung Poltawa liegt am rechten Ufer der Worskla und wurde das erste Mal in einem Plan (siehe Abbildung) des französischen Militäringenieurs Guillaume le Vasseur de Beauplan erwähnt, der zwischen 1630 und 1647 Befestigungsbauten in der Ukraine errichtete.
1649 wurde Poltawa zum Verwaltungszentrum des neu gegründeten ukrainischen Kosakenregiments, dessen erster Oberst Martin Puschkar war. Diese Festung spielte im System der Verteidigungsbefestigungen gegen die Krimtataren und andere Invasoren eine bedeutende Rolle. Sie stand auf dem erhöhten rechten Ufer der Worskla. Bis auf die nordwestliche Seite wurde die Festung durch steile Abhänge umgeben. Diese schloss sich damals ein stark versumpftes Tal an.
Nach der Unterzeichnung des Vertrages von Perejaslaw wurde die Festung 1658 teilweise saniert. Im Vorfeld der Schlacht von Poltawa wurde die Festung erweitert. Sie bestand jetzt aus zwei Teilen, geteilt durch die Masurowsche Schlucht. Die Erdwälle wurden durch Palisaden verstärkt. Am äußeren Palisadenzaun wurden zehn Wehrtürme errichtet und weitere fünf Türme entstanden zur Verteidigung der Festungstore. Ende 1708 wurde Oberst Alexej Kelin zum Kommandanten der Festung ernannt. Die Garnison der Festung umfasste zu dem Zeitpunkt 4182 Mann und wurde zu einem Depot für die Russische Armee im Krieg gegen Schweden.
Ende April 1709 rückte die Schwedische Armee unter der Führung von Karl XII. auf Poltawa vor. Die schwedischen Bemühungen bei der Belagerung von Poltawa beschränkten sich auf die Errichtung von Laufgräben die am 10. Mai eröffnet wurden und die Anbringung von Sprengladungen. Die Verteidiger der Festung haben durch Ausfälle die Ladungen immer wieder entschärft. Nach der Schlacht von Poltawa brachen die Schweden die Belagerung ab. Die Reste der Schwedischen Armee zogen sich nach Süden zum Fluss Dnjepr zurück und wurden dort gefangen genommen.
Das letzte Mal wurde die Festung Ende der 1720er Jahre erneuert. Nach einem erneuten Krieg mit dem Osmanischen Reich, der 1774 beendet wurde, verschob sich die Grenze des Russischen Kaiserreichs weiter in den Süden. Dadurch verlor die Festung ihre strategische Funktion. Ihre letzten Überreste wurden 1817 im Zuge der Vorbereitungen des Besuches von Kaiser Alexander I. in Poltawa beseitigt.